# ماتیاس هامرول
ماتیاس هامرول (انگلیسی: Matthias Hamrol؛ زادهٔ ۳۱ دسامبر ۱۹۹۳) بازیکن فوتبال اهل آلمان است.
از باشگاه‌هایی که در آن بازی کرده‌است می‌توان به باشگاه فوتبال لایپزیگ و باشگاه فوتبال امن اشاره کرد.